# Ignác Sichelbarth
Ignaz Thaddäus Wenzeslaus Sichelbarth (též Sickelbart či Sickelpart, čínsky 艾啓蒙 / 艾启蒙, Ài Qǐměng, 26. září 1708 Nejdek – 6. října 1780 Peking) byl česko-německý jezuita, misionář a malíř dlouhodobě žijící a působící v Čínském císařství, povýšený do mandarínského stavu.

## Život

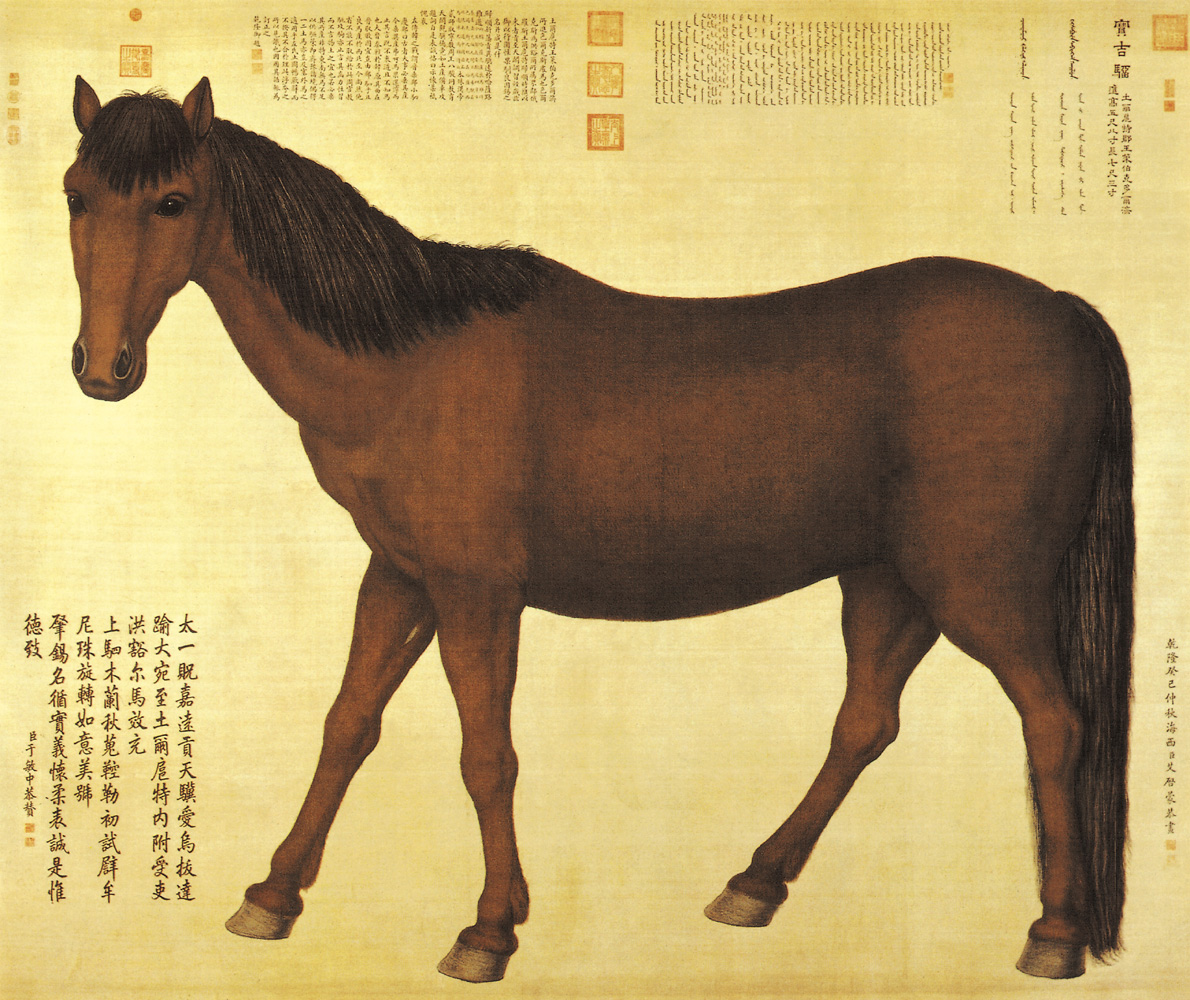
Baojiliutu (kresba)

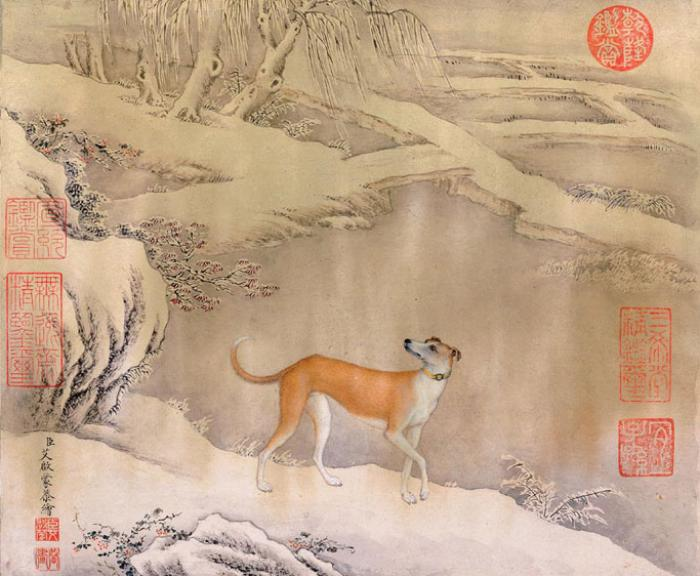
Pes ve sněhu (kresba)

### Původ a mládí
Narodil se jako čtvrté dítě výběrčího daní Judy Thaddäuse Sichelbartha a jeho manželky Franciscy Maximiliany v Nejdku v Krušných horách na severozápadě Čech. Rodina původně pocházela z Horní Blatné, kde jeho děd Theodor Sichelbarth († 1710) zastával úřady městského písaře, školníka, kantora a pohraničního celníka. Jeho otec sloužil v letech 1705 až 1715 ve službách Černínů z Chudenic, majitelů nejdeckého panství, a mj. byl činný jako malíř.  Kolem roku 1696 vytvořil čtyři velké olejomalby pro radnici v nedalekém Lokti, dva dochované obrazy jsou nyní v loketském farním kostele sv. Václava. 
Po absolvování noviciátu v Brně započal Sichelbarth v roce 1739 studium teologie na olomoucké univerzitě, vedené jezuity, které zakončil v roce 1741.  

### V Číně
V roce 1745 jej na vlastní žádost vedení řádu vyslalo jako misionáře do Číny. Na dvoře říše Čching v Pekingu Sichelbarth pracoval především jako malíř spolu s řádovými bratry Giuseppem Castiglionem a Jean-Denisem Attiretem u dvora čínského císaře Čchien-lunga. Tito tři jezuité zde představili a proslavili umění evropské malby, ale také ve svých dílech spojili prvky evropského umění (centrální perspektiva, technika šerosvitu) s tradiční čínskou malbou a vyvinuli tak nový styl, tzv. qinghof. Společně pak vytvořili slavný cyklus Deset vítězných tažení císaře Čchien-lunga, který byl kolem roku 1770 vyryt do mědi v dílně Charles-Nicolase Cochina v Paříži a odtud odeslán zpět na čínský císařský dvůr. 
Po smrti svých dvou spolubratří byl Sichelbarth v roce 1768 povýšen na vedoucího misie dále jmenován ředitelem Císařské malířské akademie a dvorního malíře císaře Čchien-lunga. Ačkoliv v roce 1744 papež Benedikt XIV. působení jezuitů v Číně po teologických sporech omezil, zůstal Sichelbarth, stejně jako ostatní přední dvorní jezuité, z velké části nedotčen. V roce 1777, nebo 1778, byl povýšen do mandarínského stavu. 

### Úmrtí
Koncem života trpěl „opotřebováním obou holení“, pravděpodobně tedy artrózou kolenních kloubů. Zemřel 6. října 1780 v Pekingu ve věku 72 let. Sichelbarthovy náhrobky se nacházejí na jezuitském hřbitově Ča-lan v Pekingu. Nápisy na nich jsou vyhotoveny v latině a čínštině (výňatky z čínského textu):
...pocházel ze země Čech na velkém západě... Dlouho milované přání se mu splnilo, když přijel do Číny šířit (křesťanské) učení... [1745] byl císařem jmenován do hlavního města pro své vynikající malířské schopnosti. Dlouhá léta pilně pracoval v Institutu Ruyi (akademie v císařském paláci), k velké spokojenosti císaře. Proto opakovaně dostával známky císařského uznání a štědré dary. Byl jmenován prvním ředitelem správy císařských parků a pobíral plat mandarína třetí třídy.

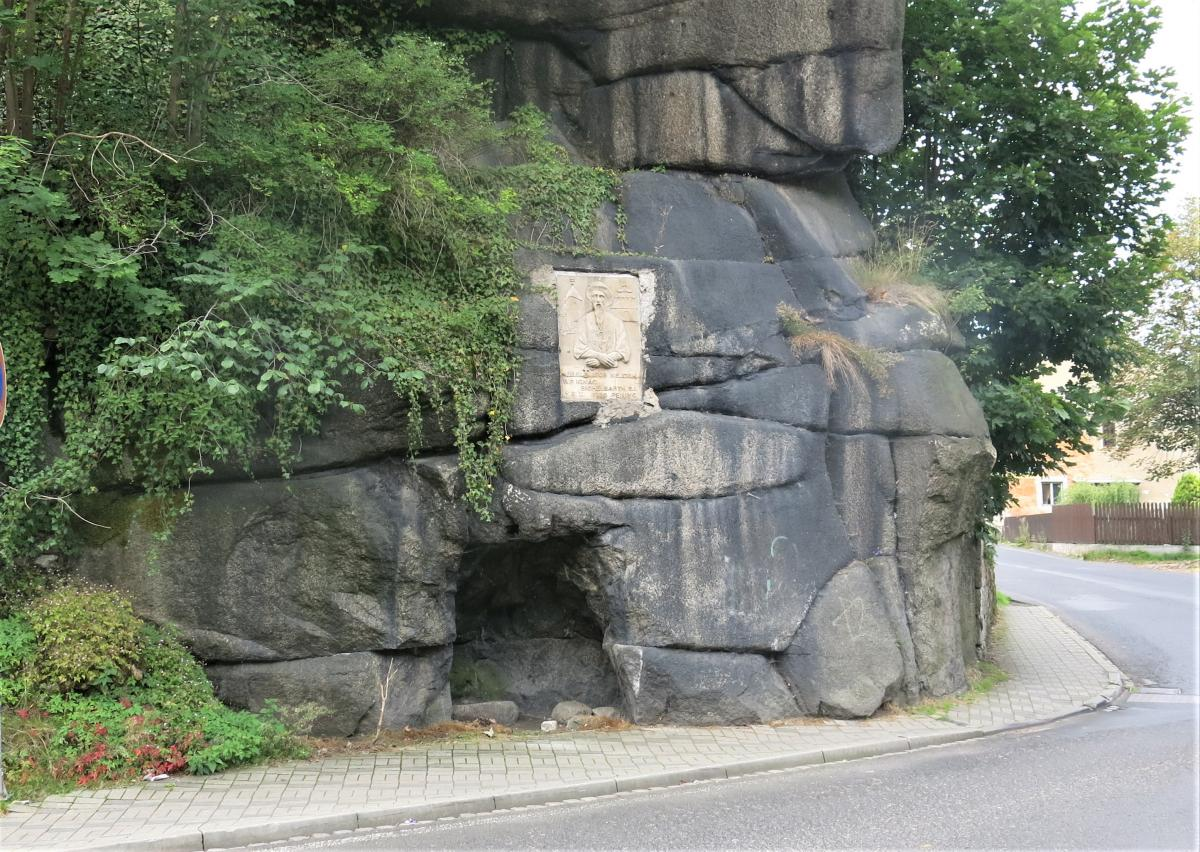
Pamětní deska na Nejdecké skále

Ve 42 roce vlády Qiana Longa [1777] se mu dostalo cti oficiální oslavy jeho 70. narozenin. Byla mu darována tabulka, na kterou císař napsal slova: Dlouhý život [pro hosta] z daleké země. Sotva lze slovy popsat respekt, který si získal svým bezvadným chováním. Byl však zvláště známý tím, že praktikoval ctnosti stálosti a trpělivosti. Zemřel ... [6. října 1780] ve věku 73 let. Po jeho smrti věnoval císař z císařské pokladny 200 stříbrných taelů na pokrytí nákladů na jeho pohřeb.
Na jedné ze skal v Nejdku mu byla roku 1999 odhalena pamětní deska s podobiznou.